# Comachara cadburyi
Comachara cadburyi är en fjärilsart som beskrevs av John G. Franclemont 1939. Comachara cadburyi ingår i släktet Comachara och familjen björnspinnare. Inga underarter finns listade i Catalogue of Life.